# Campeonato Brasileño de Fútbol 1997
El Campeonato Brasileño de Serie A 1997 fue la 42ª edición del Campeonato Brasileño de Serie A. El torneo se extendió desde el 5 de julio de 1997 hasta el 21 de diciembre del corriente año. El club Vasco da Gama de Río de Janeiro ganó el campeonato, su tercer título a nivel nacional, tras la obtención del Brasileirao 1974 y 1989.
El número de equipos para este campeonato se vio incrementado de 24 a 26, debido a que la CBF dejó sin efecto los descensos de Fluminense y Bragantino motivado por un escándalo de corrupción. A esta medida se sumaron los ascensos del União São João y América de Natal campeón y subcampeón de la Serie B 1996.

## Formato de disputa
Primera Fase: Los 26 clubes juegan todos contra todos en una única ronda, los 8 primeros colocados clasifican a segunda fase.
Segunda Fase: dos grupos de cuatro equipos cada uno, el vencedor de cada grupo clasifica a la final del torneo.

## Primera fase
- Clasifican los ocho primeros a la segunda fase.
| Pos | Equipo               | Pts | PJ | PG | PE | PP | GF | GC | Dif |
| --- | -------------------- | --- | -- | -- | -- | -- | -- | -- | --- |
| 1   | Vasco da Gama        | 54  | 25 | 17 | 3  | 5  | 55 | 32 | +23 |
| 2   | Internacional        | 51  | 25 | 15 | 6  | 4  | 52 | 21 | +31 |
| 3   | Atlético Mineiro     | 47  | 25 | 14 | 5  | 6  | 42 | 33 | +9  |
| 4   | Portuguesa           | 45  | 25 | 12 | 9  | 4  | 45 | 28 | +17 |
| 5   | Flamengo             | 42  | 25 | 12 | 6  | 7  | 30 | 24 | +6  |
| 6   | Santos               | 41  | 25 | 12 | 5  | 8  | 39 | 33 | +6  |
| 7   | Palmeiras            | 40  | 25 | 10 | 10 | 5  | 47 | 24 | +23 |
| 8   | Juventude            | 37  | 25 | 9  | 10 | 6  | 24 | 20 | +4  |
| 9   | Vitória              | 36  | 25 | 9  | 9  | 7  | 44 | 40 | +4  |
| 10  | Botafogo             | 34  | 25 | 8  | 10 | 7  | 32 | 32 | 0   |
| 11  | Sport Recife         | 33  | 25 | 9  | 6  | 10 | 34 | 32 | +2  |
| 12  | São Paulo            | 33  | 25 | 8  | 9  | 8  | 41 | 32 | +9  |
| 13  | Paraná Clube         | 32  | 25 | 8  | 8  | 9  | 30 | 30 | 0   |
| 14  | Grêmio               | 31  | 25 | 7  | 10 | 8  | 34 | 47 | -13 |
| 15  | Coritiba             | 30  | 25 | 7  | 9  | 9  | 31 | 32 | -1  |
| 16  | América de Natal (A) | 30  | 25 | 7  | 9  | 9  | 31 | 40 | -9  |
| 17  | Corinthians          | 29  | 25 | 8  | 5  | 12 | 23 | 27 | -4  |
| 18  | Atlético Paranaense  | 28  | 25 | 9  | 6  | 10 | 37 | 41 | -4  |
| 19  | Goiás                | 28  | 25 | 8  | 4  | 13 | 30 | 40 | -10 |
| 20  | Cruzeiro             | 28  | 25 | 6  | 10 | 9  | 30 | 35 | -5  |
| 21  | Guarani de Campinas  | 28  | 25 | 6  | 10 | 9  | 36 | 43 | -7  |
| 22  | Bragantino           | 26  | 25 | 7  | 5  | 13 | 27 | 46 | -19 |
| 23  | Bahia                | 26  | 25 | 6  | 8  | 11 | 39 | 49 | -10 |
| 24  | Criciúma             | 25  | 25 | 6  | 7  | 12 | 27 | 35 | -8  |
| 25  | Fluminense           | 22  | 25 | 4  | 10 | 11 | 26 | 41 | -15 |
| 26  | União São João (A)   | 15  | 25 | 2  | 9  | 14 | 18 | 47 | -29 |

- (A): Ascendido la temporada anterior.

## Segunda fase
- El vencedor de cada grupo avanza a la final del torneo.

### Grupo A
| Pos | Equipo        | Pts | PJ | PG | PE | PP | GF | GC | Dif |
| --- | ------------- | --- | -- | -- | -- | -- | -- | -- | --- |
| 1   | Vasco da Gama | 14  | 6  | 4  | 2  | 0  | 14 | 5  | +9  |
| 2   | Flamengo      | 8   | 6  | 2  | 2  | 2  | 7  | 8  | -1  |
| 3   | Juventude     | 7   | 6  | 2  | 1  | 3  | 6  | 11 | -5  |
| 4   | Portuguesa    | 4   | 6  | 1  | 1  | 4  | 5  | 8  | -3  |

### Grupo B
| Pos | Equipo           | Pts | PJ | PG | PE | PP | GF | GC | Dif |
| --- | ---------------- | --- | -- | -- | -- | -- | -- | -- | --- |
| 1   | Palmeiras        | 16  | 6  | 5  | 1  | 0  | 10 | 4  | +6  |
| 2   | Santos           | 7   | 6  | 2  | 1  | 3  | 9  | 10 | -1  |
| 3   | Internacional    | 6   | 6  | 2  | 0  | 4  | 8  | 10 | -2  |
| 4   | Atlético Mineiro | 6   | 6  | 2  | 0  | 4  | 6  | 9  | -3  |

## Final
| 14 de diciembre de 1997 | Palmeiras | 1 – 2   | Vasco da Gama     | Estadio Morumbi, São Paulo,                                          |                                                                      |
|                         | Anotado   | Reporte | Anotado · Anotado | Asistencia: 54.243 espectadores Árbitro(s): Antônio Pereira da Silva | Asistencia: 54.243 espectadores Árbitro(s): Antônio Pereira da Silva |

| 21 de diciembre de 1997 | Vasco da Gama     | 2 – 1   | Palmeiras | Estadio Maracanã, Río de Janeiro,                                      |                                                                        |
|                         | Anotado · Anotado | Reporte | Anotado   | Asistencia: 99.283 espectadores Árbitro(s): Sidrack Marinho dos Santos | Asistencia: 99.283 espectadores Árbitro(s): Sidrack Marinho dos Santos |

|                                         |
| Bandera del estado de Río de Janeiro    |
| Campeón C. R. Vasco da Gama 3.er título |

- Vasco da Gama campeón del torneo por su mejor rendimiento en la primera fase del campeonato, clasifica a Copa Libertadores 1998.

- Grêmio clasifica a Copa Libertadores 1998 por ser campeón de la Copa de Brasil de 1997.

- Cruzeiro  clasifica a Copa Libertadores 1998 por ser el campeón de la Copa Libertadores 1997.

## Posiciones finales
- Tres puntos por victoria y uno por empate.
| Pos | Equipo               | Pts | PJ | PG | PE | PP | GF | GC | Dif |
| --- | -------------------- | --- | -- | -- | -- | -- | -- | -- | --- |
| 1   | Vasco da Gama        | 70  | 33 | 21 | 7  | 5  | 69 | 37 | +32 |
| 2   | Palmeiras            | 58  | 33 | 15 | 13 | 5  | 57 | 28 | +29 |
| 3   | Internacional        | 57  | 31 | 17 | 6  | 8  | 60 | 31 | +29 |
| 4   | Atlético Mineiro     | 53  | 31 | 16 | 5  | 10 | 48 | 42 | +6  |
| 5   | Flamengo             | 50  | 31 | 14 | 8  | 9  | 37 | 32 | +5  |
| 6   | Portuguesa           | 49  | 31 | 13 | 10 | 8  | 50 | 36 | +14 |
| 7   | Santos               | 48  | 31 | 14 | 6  | 11 | 48 | 43 | +5  |
| 8   | Juventude            | 44  | 31 | 11 | 11 | 9  | 30 | 31 | -1  |
| 9   | Vitória              | 36  | 25 | 9  | 9  | 7  | 44 | 40 | +4  |
| 10  | Botafogo             | 34  | 25 | 8  | 10 | 7  | 32 | 32 | 0   |
| 11  | Sport Recife         | 33  | 25 | 9  | 6  | 10 | 34 | 32 | +2  |
| 12  | São Paulo            | 33  | 25 | 8  | 9  | 8  | 41 | 32 | +9  |
| 13  | Paraná Clube         | 32  | 25 | 8  | 8  | 9  | 30 | 30 | 0   |
| 14  | Grêmio               | 31  | 25 | 7  | 10 | 8  | 34 | 47 | -13 |
| 15  | Coritiba             | 30  | 25 | 7  | 9  | 9  | 31 | 32 | -1  |
| 16  | América de Natal (A) | 30  | 25 | 7  | 9  | 9  | 31 | 40 | -9  |
| 17  | Corinthians          | 29  | 25 | 8  | 5  | 12 | 23 | 27 | -4  |
| 18  | Atlético Paranaense  | 28  | 25 | 9  | 6  | 10 | 37 | 41 | -4  |
| 19  | Goiás                | 28  | 25 | 8  | 4  | 13 | 30 | 40 | -10 |
| 20  | Cruzeiro             | 28  | 25 | 6  | 10 | 9  | 30 | 35 | -5  |
| 21  | Guarani de Campinas  | 28  | 25 | 6  | 10 | 9  | 36 | 43 | -7  |
| 22  | Bragantino           | 26  | 25 | 7  | 5  | 13 | 27 | 46 | -19 |
| 23  | Bahia                | 26  | 25 | 6  | 8  | 11 | 39 | 49 | -10 |
| 24  | Criciúma             | 25  | 25 | 6  | 7  | 12 | 27 | 35 | -8  |
| 25  | Fluminense           | 22  | 25 | 4  | 10 | 11 | 26 | 41 | -15 |
| 26  | União São João (A)   | 15  | 25 | 2  | 9  | 14 | 18 | 47 | -29 |

- (A): Ascendido la temporada anterior.

## Goleadores
| Pos. | Jugador       | Club             | Goles |
| ---- | ------------- | ---------------- | ----- |
| 1    | Edmundo       | Vasco da Gama    | 29    |
| 2    | Christian     | Internacional    | 23    |
| 3    | Dodô          | Sao Paulo        | 21    |
| 4    | Rodrigo Fabri | Portuguesa       | 16    |
| 4    | Valdir Bigode | Atlético Mineiro | 16    |
| 6    | Guga          | Bahía            | 13    |
| 7    | Oséas         | Palmeiras        | 11    |
| 8    | Cléber        | Coritiba         | 10    |
| 8    | Dinei         | Guarani          | 10    |
| 8    | Marcelo Ramos | Cruzeiro         | 10    |
| 8    | Müller        | Santos           | 10    |